# カリフォルニアネコザメ
カリフォルニアネコザメ Heterodontus francisci はネコザメ属に属するサメの一種。カリフォルニア州からカリフォルニア湾の沿岸に固有である。成体は浅い岩場や藻場、幼体はそれより深い砂地を好む。体は小さく、通常は1m程度。頭部は短く眼上隆起を持ち、2基の背鰭の前には頑丈な棘を持つ。体色は褐色から灰色で、多数の小さな黒点が散らばる。
動きは遅く、単独性・夜行性。臼歯状の丈夫な歯を持ち、比較的狭い縄張りを泳ぎ回って、軟体動物・棘皮動物・甲殻類を捕食する。幼体は多毛類やイソギンチャクを好む。餌は口を使って吸い出すことで捕える。卵生で、年間最大24個の卵を産む。産卵後の雌は卵を岩の間に押し込んで捕食者から守る。人には無害で、飼育もし易い。米国では漁業や釣りの標的とはならないが、メキシコでは食用とされる。IUCNは保全状況について情報不足としている。

## 分類
1855年の Proceedings of the Academy of Natural Sciences of Philadelphia において、フランスの生物学者シャルル・フレデリック・ジラールにより Cestracion francisci の名で記載された。その後本種は Gyropleurodus 属に移されたが、最終的にはこの属はHeterodontus 属のシノニムとされた。種小名 francisci はサンフランシスコに由来するが、実際はサンフランシスコには分布していない。タイプ標本はモントレー湾から得られたものだが、現在は失われている。学名は誤って Heterodontus californicus とされることもある。

## 形態

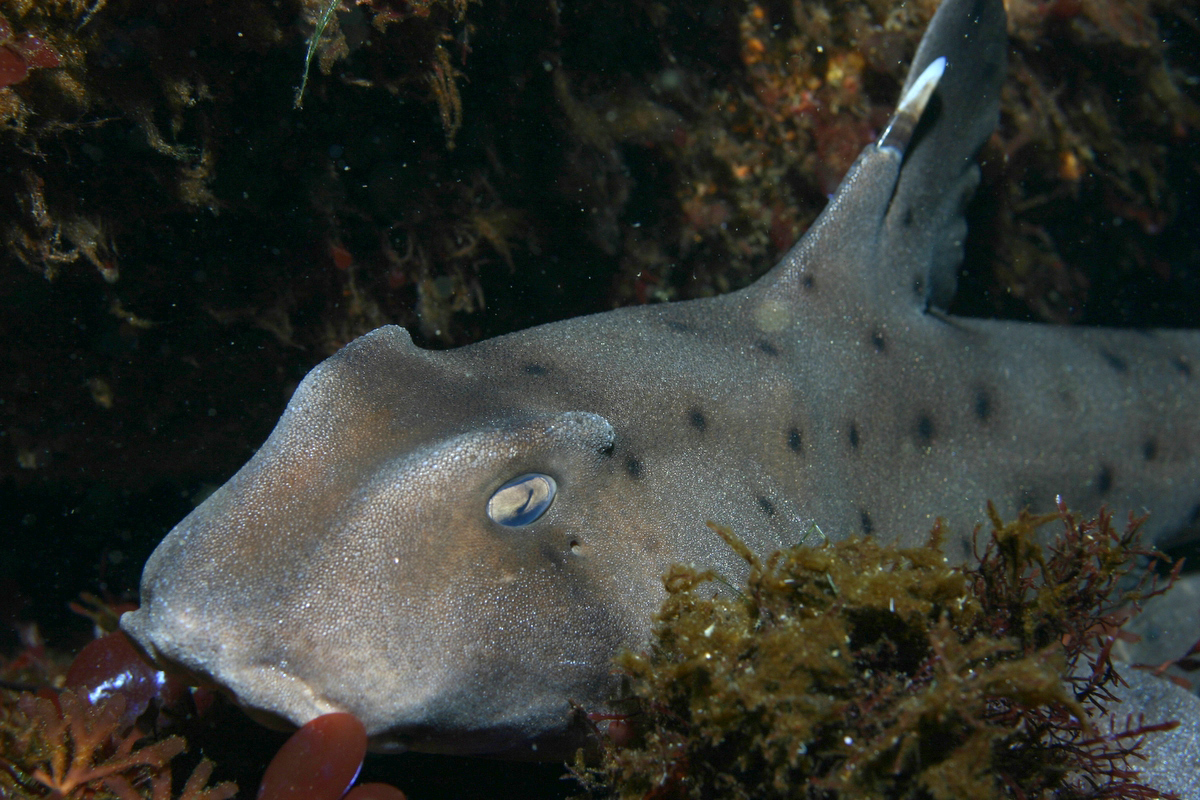
頭部の形態が特徴的で、明瞭な眼上隆起を持つ。

他のネコザメ類同様、短く幅広い頭部と鈍い吻、明瞭な眼上隆起を持つ。眼上隆起は比較的低く、後端は急激に落ち込む。隆起の間は深く凹む。眼は瞬膜を欠き、後方には小さな噴水孔がある。鼻孔は口に達する長い鼻弁で前鼻孔と後鼻孔に分けられる。前鼻孔は溝に囲まれ、後鼻孔周辺の溝は口へと繋がる。口は小さく弧を描き、明瞭な唇褶を持つ。歯列は上顎で19–26、下顎で18–29。顎前方の歯は小さく、1本の尖頭と1対の小尖頭を持つ。顎後方の歯は大きくて前後に伸び、臼歯状になる。
体は円筒形で、多少鎌型で高い2基の背鰭を持つ。背鰭の前には太い棘がある。この棘は岩と接触することで摩耗するため、藻場の個体より岩礁に生息する個体の方が短い。第一背鰭は胸鰭の基底の上から、第二背鰭は腹鰭後端の少し前方から起始する。尾鰭下葉は短い。上葉は長くて広く、先端に強い欠刻がある。皮歯は小さく滑らかで、成体の背面では200個/cm2の密度である。背面は濃淡のある灰色から褐色で、多数の小さな黒点がある。黒点は大型個体では消失することがある。腹面は黄色みがかる。眼の下には黒い模様がある。最大で1.2mになるが、通常は1mを超えない。

## 分布

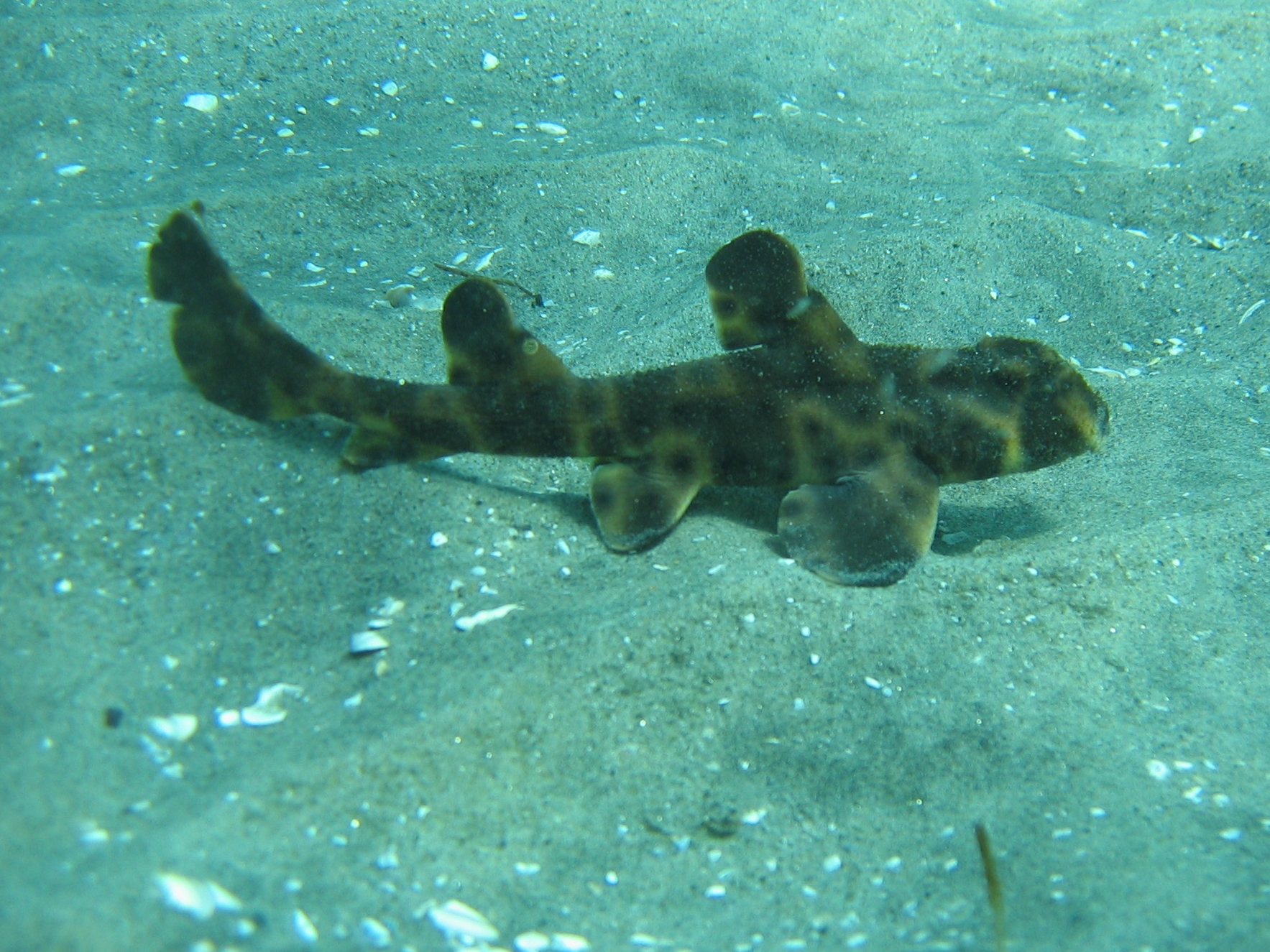
成体と異なり、幼体は平坦な砂地を好む。

東太平洋の大陸棚に生息し、カリフォルニア州のモンテレー湾からバハカリフォルニア・カリフォルニア湾に分布する。稀に暖水塊が流入した場合、サンフランシスコ湾まで北上することもある。エクアドルとペルーからも非公式の記録があるが、これは別種を誤同定したものと考えられる。
ほとんどの時期は深度2-11mにいるが、冬には深度30mまで下る。最深で、水深200mの洞窟から発見されている。35-48cm程度の幼体は深度40-150mの、垂直の岩棚に近い砂地を好み、トビエイ属のMyliobatis californica が掘削した穴を隠れ家や摂餌場所としてよく用いる。成熟すると浅瀬に移動し、入り組んだ岩礁や藻場を好むようになる。底生性が強く、海底から2m以上離れることはほとんどない。
アメリカナヌカザメは同様の環境に生息し、ともに比較的豊富な種であるが、本種が水温20℃以上の海域に生息するのに対し、アメリカナヌカザメはより寒冷な海に生息する。サンタカタリナ島では、20年以上続く水温上昇傾向によって、本種の個体数が増えアメリカナヌカザメが減少している。より水温の低いチャンネル諸島ではアメリカナヌカザメより稀である。

## 生態

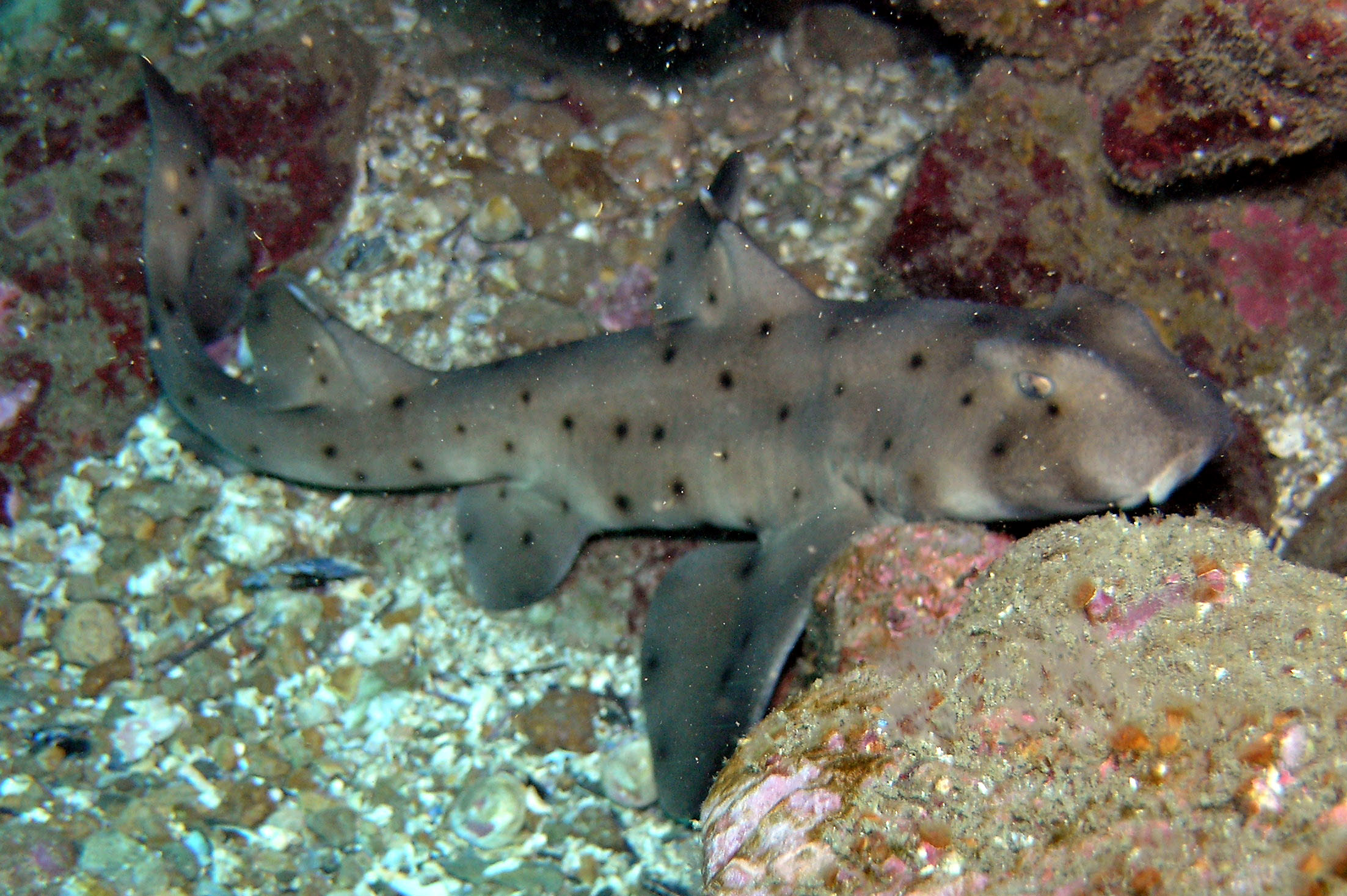
日中は休息し、夜間に活動する。

泳ぎはあまりうまくなく、よく可動する肉質の胸鰭で海底に沿って移動することを好む。小さな群れを作ることはあるが、通常は単独性である。日中は洞窟・岩の隙間・海藻の間で休息するが、比較的警戒心が強く、刺激されるとすぐに泳ぎ去る。夕暮れの後は岩礁を活発に泳ぎ回って餌を探す。行動域は1000m2程度の狭い範囲で、10年以上行動範囲が変化しないこともある。休息場所は毎日同じで、行動範囲の端に位置している。記録されている最大の移動距離は16kmである。
多くの魚と異なり、本種の行動パターンは体内時計ではなく外部の環境要因によって制御されている。飼育下での観察では、照明を消すとすぐに活動を始め、照明を点けるとすぐに動かなくなるという、光強度と強く関連した行動を示した。ある実験において照明を消したままにしたところ、その個体は11日間活動を続けた後、おそらく疲労によって動きが遅くなった。自然下でも、夜間に強い光を当てられた場合には、すぐに動きを止めて底に沈むと推定される。
大型魚やキタゾウアザラシに成体・幼体・卵ともに捕食される。さらに、サンタカタリナ島でハクトウワシに捕食された例や、大型の巻貝が卵に穴を開けて卵黄を捕食する例が知られている。固い皮膚や棘は防御として機能しており、幼体を捕食したカリフォルニアカスザメがその棘のために吐き戻す姿が撮影されている。寄生虫として、条虫の Acanthobothrium bajaensis ・Acanthobothrium puertecitense、カイアシ類の Trebius heterodonti や、餌のウニやホタテ類を中間宿主とする線虫の Echinocephalus pseudouncinatus などが知られている。

### 摂餌

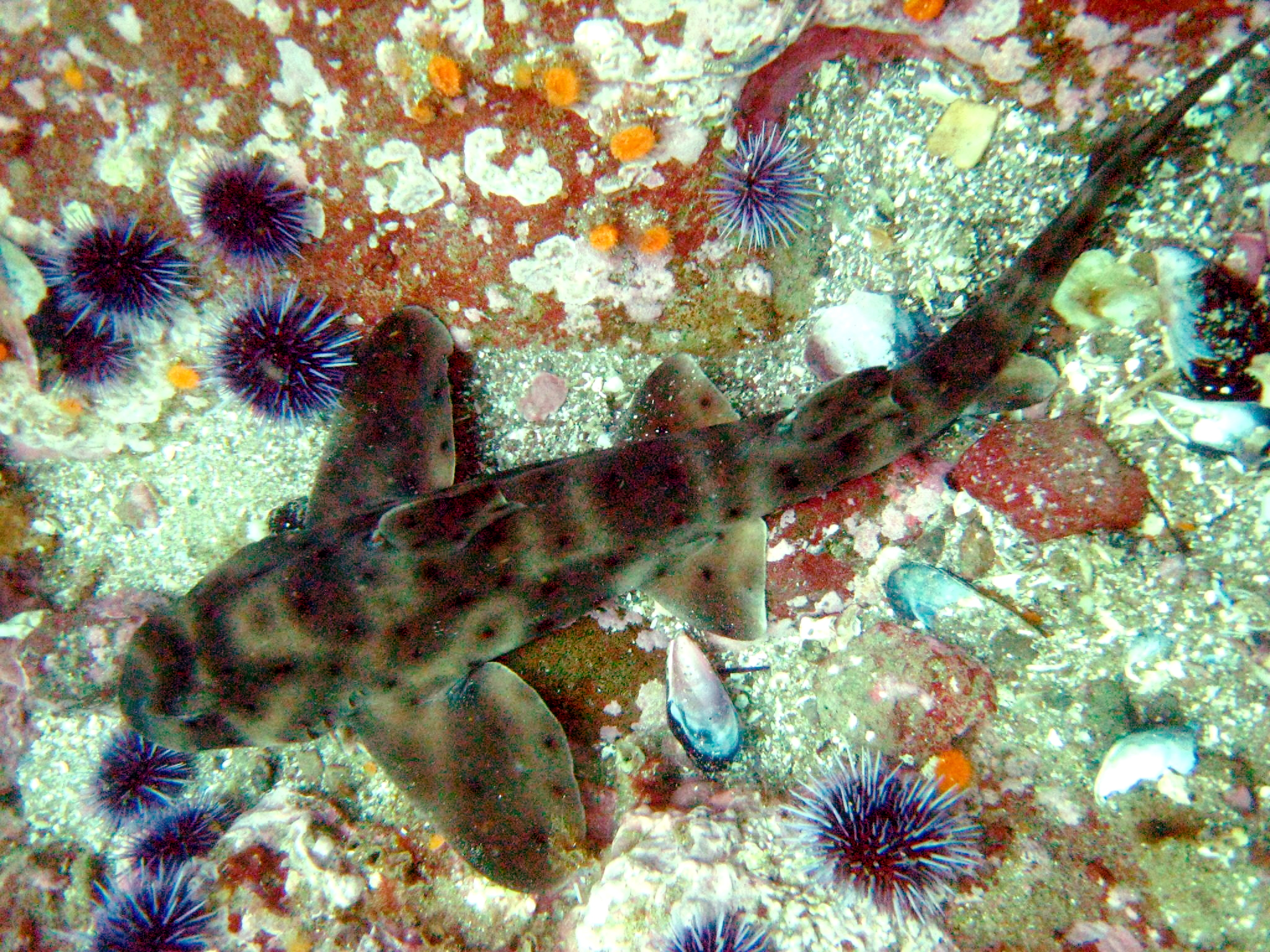
ウニを好む。

成体の餌の95%は、二枚貝・巻貝などの殻を持つ軟体動物、ウニなどの棘皮動物、カニ・エビ・等脚類などの甲殻類である。これらの殻を割るために咬合力はかなり強く、調べられた中ではアブラツノザメ・カマストガリザメなどの同サイズのサメの中で最強である。ある研究では、野生下での咬合力は平均で95 N、最大で135 N、実験的には最大で200 N以上に達した。大型個体は主にウニ（特にアメリカムラサキウニ Strongylocentrotus purpuratus）を食べ、この色素によって歯や鰭の棘が紫色に染まる。
成体の他の餌としてはユムシ類・ヒトデ・頭足類・小さな硬骨魚などもある。幼体は主に多毛類・イソギンチャク・小さな二枚貝を食べ、イソギンチャクが収縮する前に触手だけを千切り取ることも知られている。カリフォルニア南部では、季節的に大量発生する生物を食物とすることが知られる。夏には、特にスズメダイ属の Chromis punctipinnis 等の昼行性の魚類が豊富になり、夜間にはこれを容易に捕獲することができる。冬には集団繁殖後に数万匹単位で死んだカリフォルニアヤリイカを漁る姿が見られる。主に嗅覚に頼って狩りを行う。ロレンチーニ器官は148個程度で、2000個以上持つ通常のサメより遥かに少ない。だが、この器官による電気感覚も獲物の発見にある程度役立っている。歯は他のサメ同様定期的に抜け替わり、古い歯は4週間程度で新しい歯に置換される。
唇の軟骨が特殊化しており、口腔を管状に広げることによる吸い込みによって獲物を捕食する。一旦獲物を口内に吸い込むと、前方の鋭い歯で固定し、後方の臼歯状の歯で押し潰す。穴居性や付着性の獲物に対しては、口で獲物を咥えた後、胸鰭で体を支えて尾を振り上げ、逆立ちのような姿勢をとる。この後、胸鰭をてこの支点のように用いて尾を押し下げることで、頭部に上向きの力を加えて獲物を引きずり出す。このような捕食方法は他のサメでは確認されていない。また、上顎を瞬間的（20ms程度）に頭部の15%ほどの長さを突き出すことができ、これを鏨のように用いることで固く貼り付いた獲物を剥がすこともある。

### 生活史

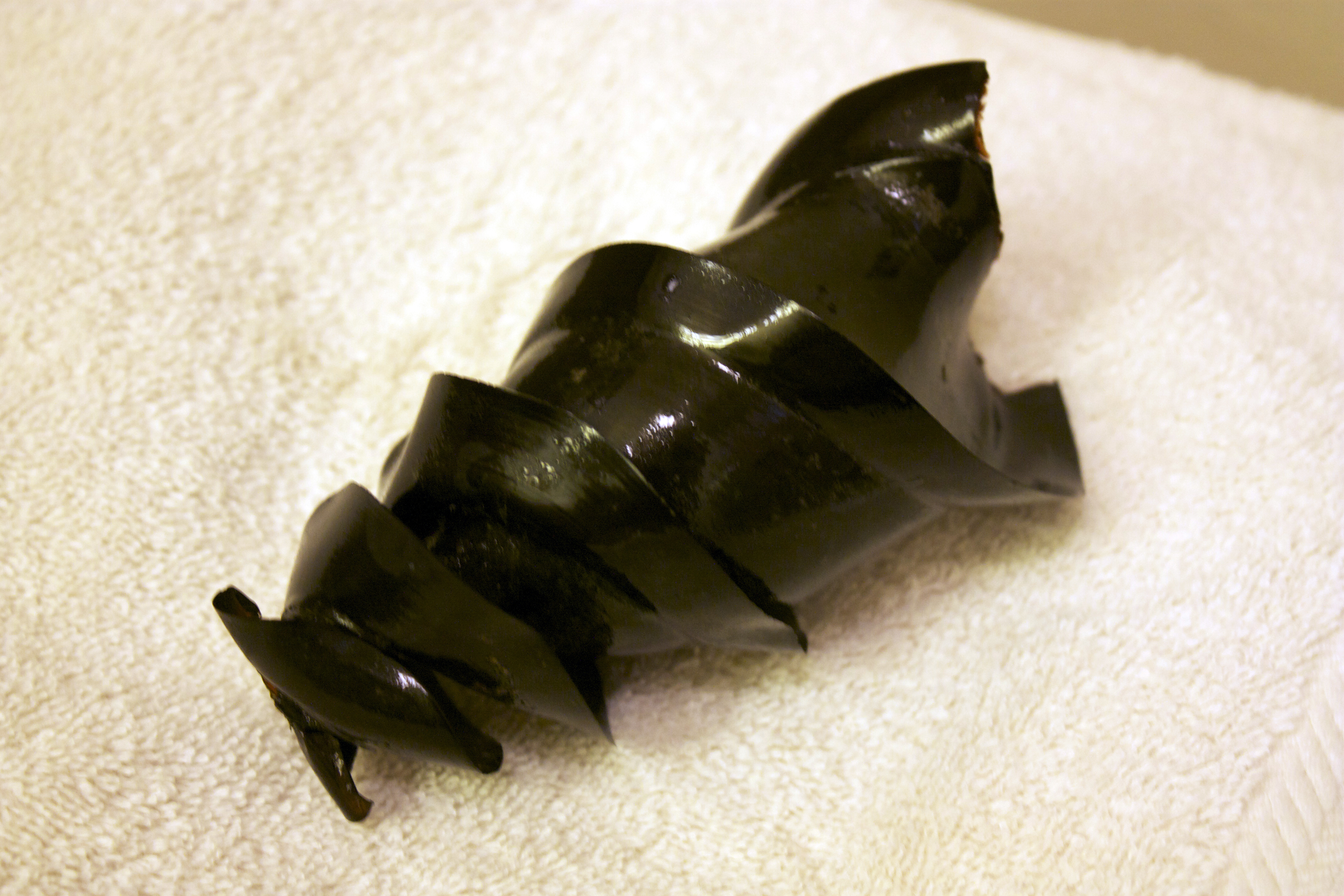
卵は螺旋状の襞を持ち、岩の隙間に固定される。

交尾は12-1月に、おそらく繁殖サイクルの一部として行われる。雄は雌の関心を惹くために追いかける。交尾の準備ができると底に降り、雄は雌の胸鰭に噛み付いて、片方のクラスパーを雌の総排泄孔に挿入する。30–40分の交尾の後、雌は砂に頭部を押し付け、平衡感覚を失ったように30分程度回転し続ける。2-4月に、雌は1度に2個ずつ、11-14日おきに最大で24個の卵を深度2-13mに産み付ける。卵鞘は螺旋状に1対の薄い襞を持つため、産卵には数時間かかることがある。産卵直後の卵鞘は柔らかく淡褐色だが、数日で硬化して黒くなる。襞を含めないと、卵鞘は長さ10-12cm、幅3-4cm。チャンネル諸島の個体はカリフォルニア本土の個体より卵の長さが長く、別の個体群だと推測されている。
雌は海底から卵を口で拾い上げ、岩の隙間に押し込む。だが、飼育下では卵は底に置かれるだけで、その後で親に捕食されてしまうこともある。卵は6–10ヶ月で孵化し、出生時は15-17cm。出生後すぐは体内の卵黄嚢から栄養を得ており、1ヶ月ほどは餌を探す行動を行わないが、餌が容易に利用できる場合はこの期間でも食べることはできる。成長は遅い。成長率が一定しないため、成長プロセスを調べるのはかなり難しい。雄は56-61cm、雌は最低で58cmで性成熟する。飼育下での寿命は12年以上で、非公式の記録では25年というものもある。

## 人との関わり

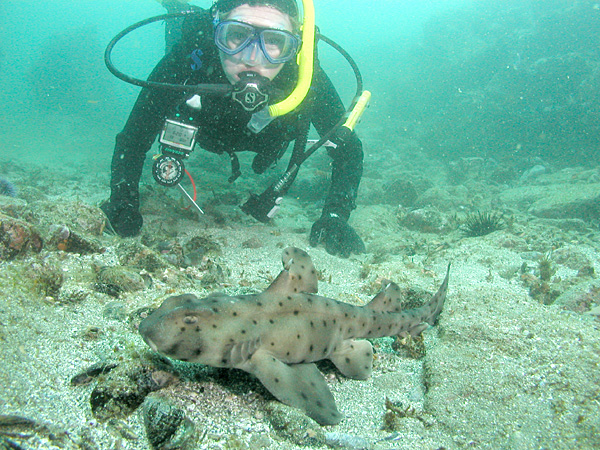
人には無害である。

通常は人に無害で、海中でも容易に近づくことができる。だが、刺激されると噛み付くことがあり、一部の攻撃的な個体は接触したダイバーを追い回して噛み付いた例がある。背鰭の棘が鋭いため注意して扱う必要がある。飼育環境にはよく適応し、米国内の多くの水族館で飼育される。
カリフォルニアでは漁業的価値はない。罠・トロール漁や遊漁者によって混獲されることはあるが、頑強であるため、捕獲後に海に帰されても生き延びる。カリフォルニア州の沿岸での漁具規制でも利益を受けている。現在、カリフォルニアでは年間およそ1800kgが混獲されるが、かつての混獲量には1976年の2.5kgから1979年の9500kgまで幅があった。背鰭の棘を記念品とすることを目的としてダイバーに殺されることがあり、最もダイビングの盛んなカリフォルニア南部では個体数が減少している可能性がある。メキシコではエビの底引き網や底刺し網によって混獲され、食用や魚粉に加工されている。この刺し網漁は保全において将来的な懸念事項となるかもしれない。IUCNは保全状況を情報不足としているが、米国の水域内ではおよそ軽度懸念に相当するようである。
日本での飼育は多くはないが、アクアワールド大洗などで見ることができる。